# Max von Lütgendorff-Leinburg

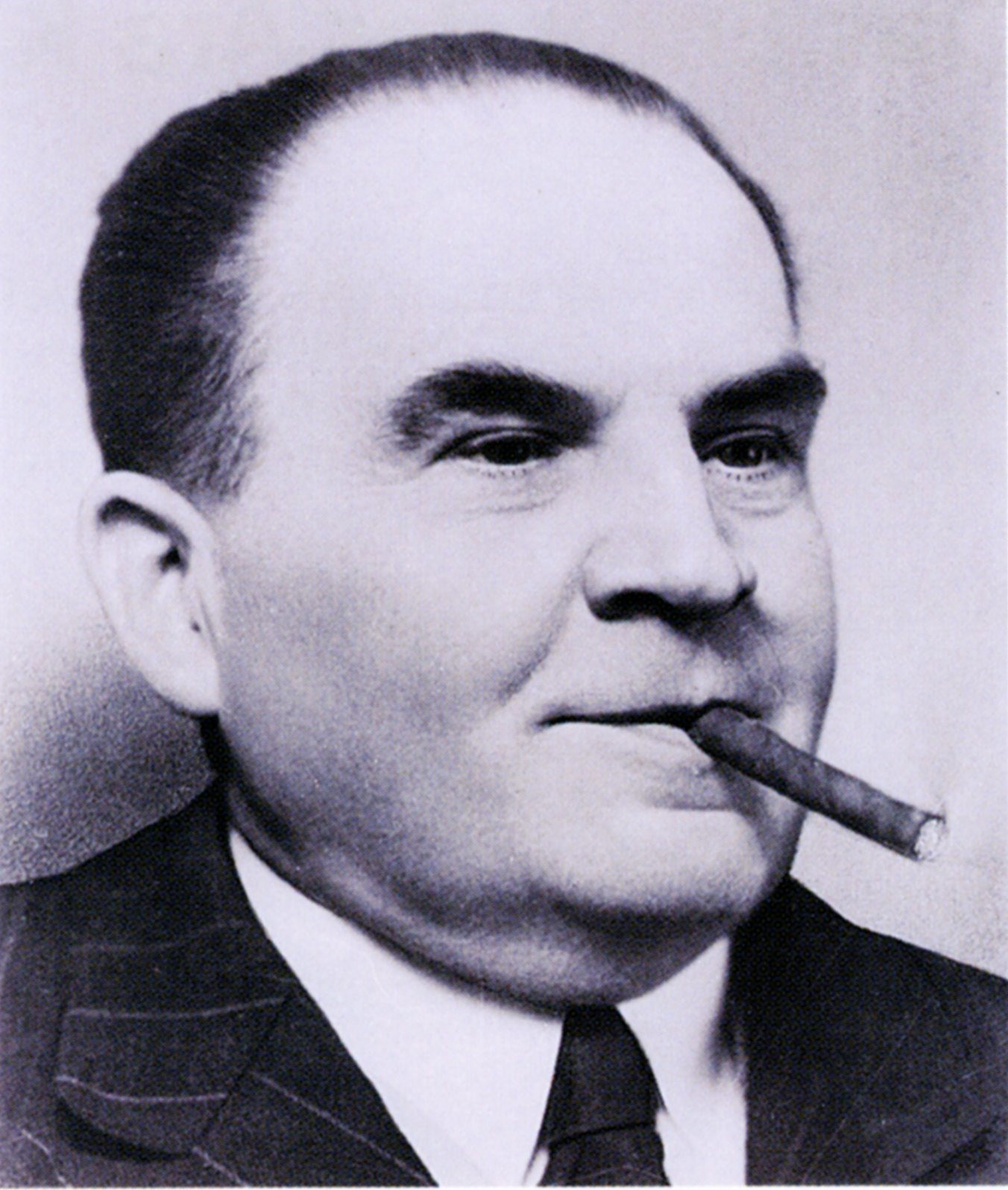
Maximilian von Lütgendorff-Leinburg 1925

Max Freiherr von Lütgendorff-Leinburg (auch Max von Lütgendorff oder Max Lütgendorff; * 17. Juli 1889 in Wien; † 16. März 1958 in Österreich) war ein österreichisch-deutscher Verwaltungsjurist.

## Leben
Lütgendorff stammte aus dem österreichischen Adelsgeschlecht der Lütgendorffs. Er absolvierte in Wien die Schulzeit und anschließend an der Universität Wien das Studium der Rechtswissenschaft. Nach seinem Studium war er etwa zehn Jahre im österreichischen Staatsdienst, zuletzt von 1921/1922 Landesregierungssekretär bei der Regierung von Niederösterreich. Von 1922 bis 1936 durchlief Max von Lütgendorff-Leinburg verschiedene Anstellungen im privaten Sektor, unter anderem war er Direktor der Anglo-Austrian-Bank.

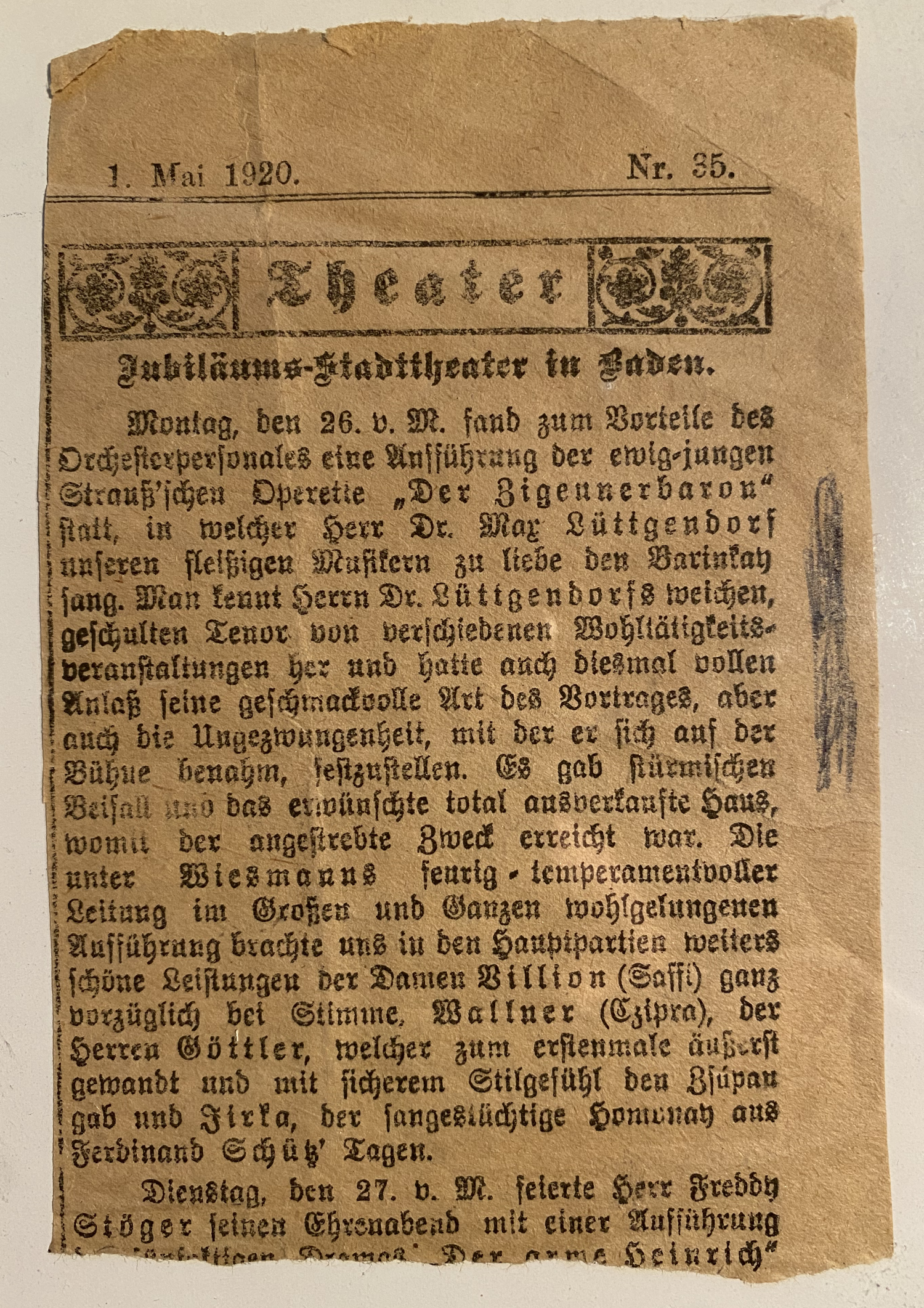
Kritik zu Max von Lütgendorff-Leinburgs Gesang in Baden vom 1. Mai 1920

Zu dieser Zeit (1920) sang Lütgendorff auch als klassischer Tenor – u. a. in Baden bei Wien im Theater die Rolle des „Sandor Barinkay“ aus der Operette „Der Zigeunerbaron“ von Johann Strauss (Sohn), wofür er durch Kritiker hoch gelobt wurde, obwohl sein Hauptaugenmerk weiterhin auf die juristisch-politische Karriere gerichtet war. Sein Urenkel Max Lütgendorff erbte dessen Talent und lebt derzeit als hauptberuflicher Opernsänger in Wien.
Lütgendorff kam 1936 nach Aussig. Dort wurde er Vertreter des Exportförderungsinstituts der Wiener Handelskammer, Vertreter der Österreichischen Fremdenverkehrsgesellschaft und Leiter der Vaterländischen Front für das nördliche Sudetenland. Zugleich war er österreichischer Honorarkonsul. Nach dem Anschluss Österreichs an das Deutsche Reich wechselte er in das Innenministerium von Württemberg nach Stuttgart. Am 17. Oktober 1939 erhielt er eine Anstellung als Regierungsrat beim Landratsamt Aalen.
Lütgendorff war mit Franziska von Lütgendorff (geb. Menkes), welche Jüdin war, verheiratet und gab diese Ehe nicht auf. Deshalb wurde er im Dezember 1940 als „jüdisch versippt“ aus dem Staatsdienst entlassen, jedoch noch bis zu seiner endgültigen Entlassung am 1. August 1941 beim Landratsamt weiterbeschäftigt. Im selben Jahr wurde seine Aufnahme in die NSDAP abgelehnt. Von 1941 bis zum Ende des Zweiten Weltkrieges war er Personalsachbearbeiter bei der Maschinenfabrik Alfing in Aalen-Wasseralfingen.
Lütgendorff wurde 1945 von der US-Militärregierung zum Landrat des Landkreises Aalen ernannt. Als solcher war er Mitglied der Vorläufigen Volksvertretung für Württemberg-Baden sowie Teilnehmer der Murrhardter Landrätekonferenz vom 20. Juni 1945. Er stellte sich im Landkreis Aalen auch zur Wahl, aber war bei dieser nicht erfolgreich, sodass er das Amt am 12. Juni 1946 abgeben musste. Danach wurde er Amtsverweser als Landrat des Landkreises Öhringen. Anfang 1947 wählte ihn der Öhringer Kreistag zum Landrat. Er musste allerdings am 9. Mai 1948 angeben, dass er an der Wahl zum Landrat vom 15. März 1948 nicht antreten durfte, da das Entnazifizierungsverfahren noch nicht abgeschlossen war.
Lütgendorff versuchte anschließend eine Stellung bei der Innenverwaltung in Württemberg-Baden zu erhalten. Nachdem diese Versuche erfolglos geblieben waren, kehrte er 1950 nach Österreich zurück. 1956 wurde ihm im Zuge der Wiedergutmachung ein Ruhegehalt gewährt.